# Gustave Barrier (peintre)
Pour les articles homonymes, voir Barrier et Gustave Barrier.

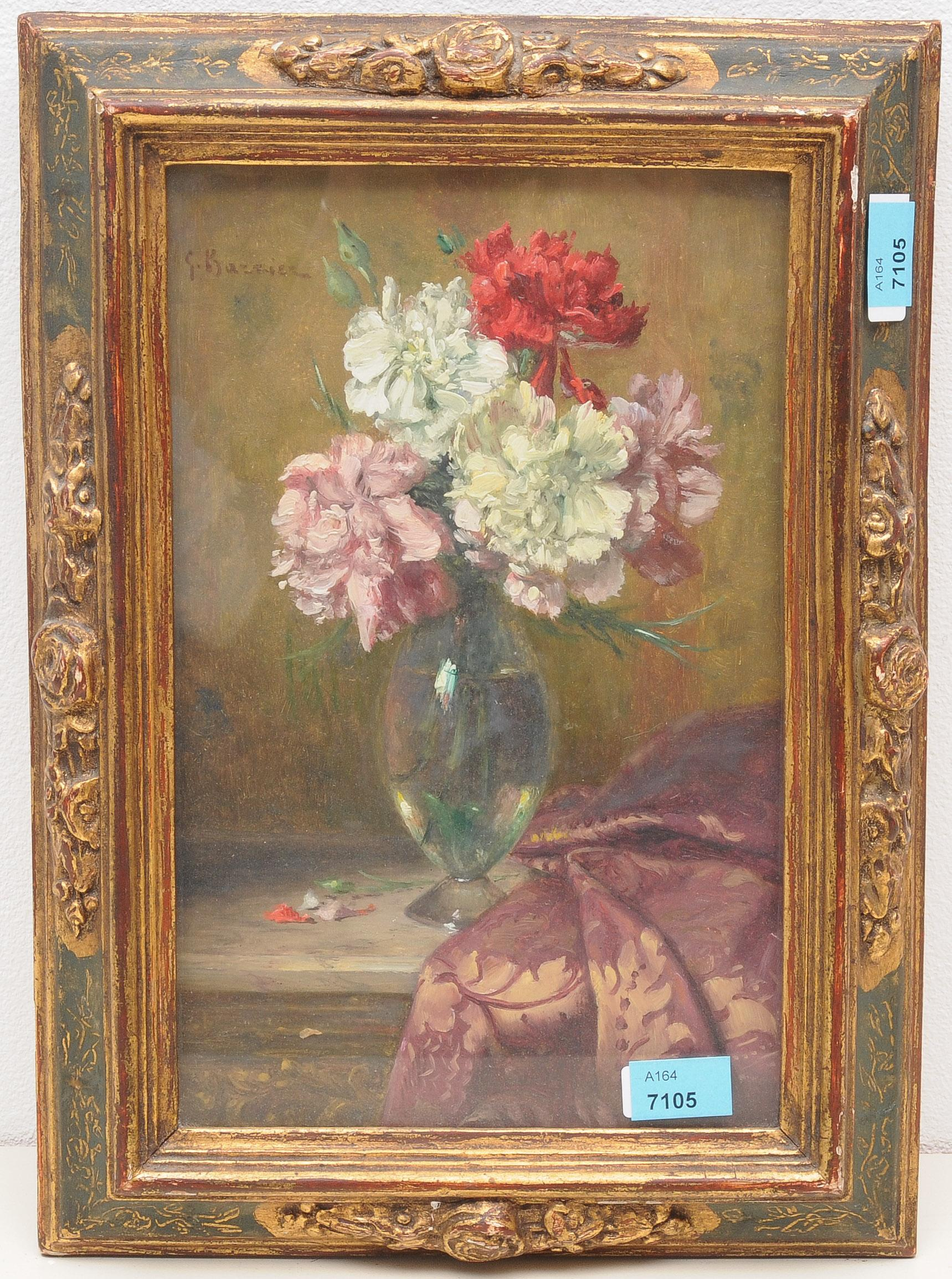
Bouquet de Fleurs, huile sur carton.

Gustave Barrier, né le 4 novembre 1870 dans le 18e arrondissement de Paris, et décédé le 15 décembre 1953 à Neuilly-le-Réal (Allier), est un artiste peintre français.

## Biographie
Élève de Jean-Léon Gérôme, Jules Lefebvre et Tony Robert-Fleury, il obtient en 1928 une médaille d'argent au Salon des artistes français dont il est sociétaire.